# Jerzy Włosek
Jerzy Włosek (ur. 27 listopada 1954 w Warszawie) – polski pisarz i dziennikarz.

## Życiorys
Autor licznych publikacji prasowych oraz pięciu książek literatury faktu.
Swoje reportaże publikował między innymi w „Panoramie”, „Perspektywach”, „Itd”, „Veto”, „Tygodniku Demokratycznym”, „Kurierze Polskim”, „Rzeczpospolitej”, „Claudii”, „Miliarderze”, „Sukcesie”, tygodniku „Agora”, „Samo Życie”, „Twoje Imperium”, „The Warsaw Voice” i miesięczniku „Wróżka” (jako Jerzy Gracz).

## Publikacje

### Powieści
- Hollywood w oparach skandalu (1990)
- Prawda o Art.-B (1991)
- Skandal w Koronie (1993)
- Hollywood. Romanse i Skandale! (1996)
- Archiwa Watykanu. Kiedy cała prawda (2003)
- Ona i On. Całkiem zwyczajna historia (2011)